# FC Sumida-Gepro
Der FC Sumida-Gepro (mongol. FC Жипро) ist ein 2013 gegründeter mongolischer Fußballverein aus Ulaanbaatar, der 2020 in der ersten Liga, der National Premier League, spielte.
Am Ende der Saison stieg der Verein als Tabellenletzter in die zweite Liga ab.

## Vereinserfolge
- Mongolischer Zweitligameister: 2019  ▲
- Mongolischer Zweitligavizemeister: 2017  ▲

## Stadion

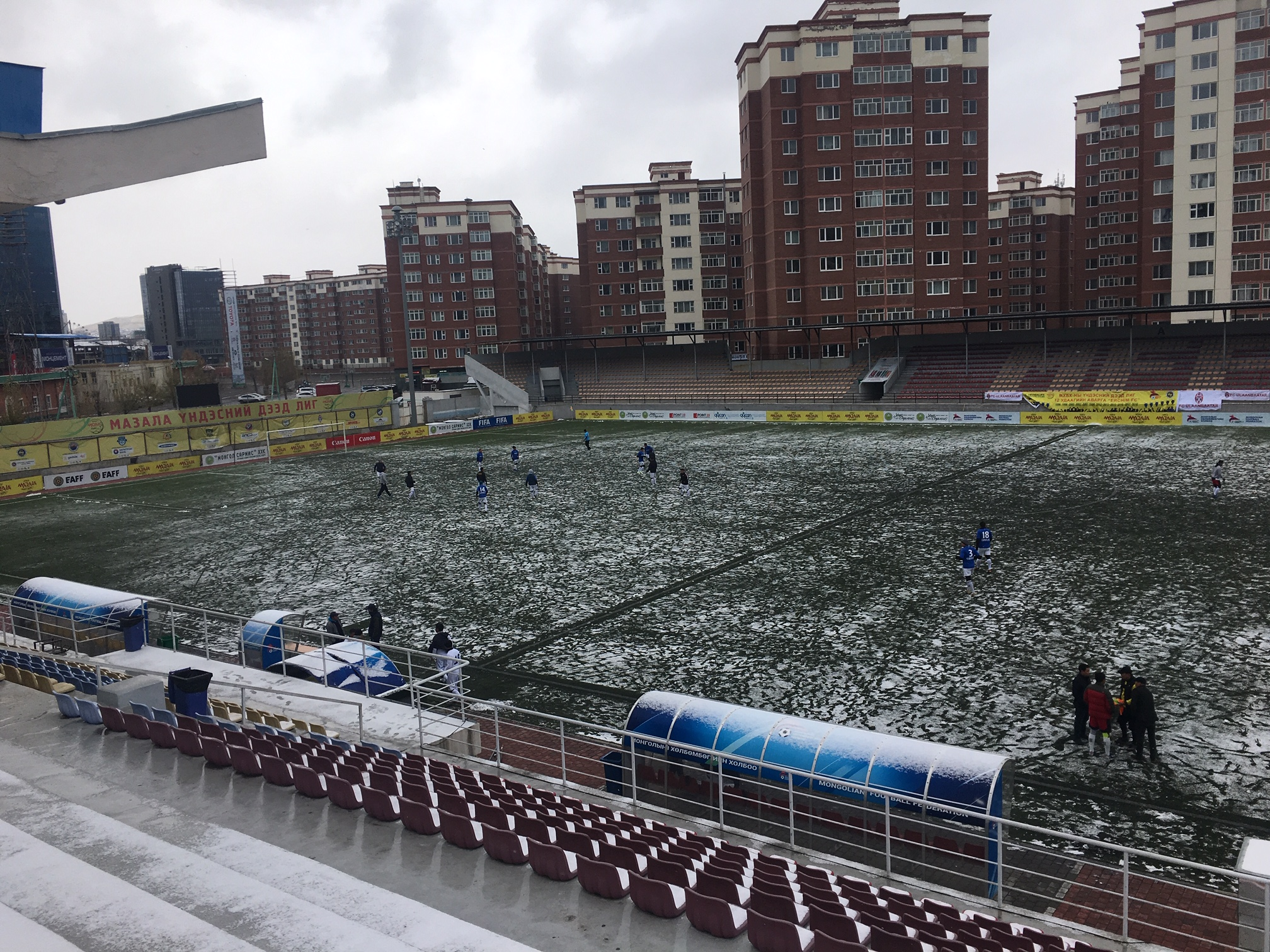
MFF Football Centre

Der Verein trägt seine Heimspiele im MFF Football Centre in Ulaanbaatar aus. Das Stadion hat ein Fassungsvermögen von 5000 Personen.
Koordinaten: 47° 54′ 0,4″ N, 106° 54′ 58,6″ O

## Saisonplatzierung
| Saison | Liga                    | Level | Platz | Mongolia Cup |
| ------ | ----------------------- | ----- | ----- | ------------ |
| 2016   | Mongolia 1st League     | 2     | 8.    | Achtelfinale |
| 2017   | Mongolia 1st League     | 2     | 2. ▲  |              |
| 2018   | National Premier League | 1     | 10. ▼ |              |
| 2019   | Mongolia 1st League     | 2     | 1. ▲  | Achtelfinale |
| 2020   | National Premier League | 1     | 10. ▼ |              |

## Trainerchronik
| Trainer            | Nation   | von            | bis               |
| ------------------ | -------- | -------------- | ----------------- |
| Slavisa Jelic      | Serbien  | 1. Juli 2019   | 30. Juni 2020     |
| Munkhbat Purevdorj | Mongolei | 1. Januar 2020 | 31. Dezember 2020 |